# Tarso Marques
Tarso Marques va ser un pilot de curses automobilístiques brasiler que va arribar a disputar curses de Fórmula 1.
Va néixer el 19 de gener del 1976 a Curitiba, Brasil.

## A la F1
Tarso Marques va debutar a la segona cursa de la temporada 1996 (la 47a temporada de la història) del campionat del món de la Fórmula 1, disputant el 31 de març del 1996 el G.P. de Brasil al circuit de Interlagos.
Va participar en un total de vint-i-sis curses puntuables pel campionat de la F1 disputades en tres temporades no consecutives (1996 - 1997 i 2001) aconseguint una novena posició com millor classificació en una cursa (en dues ocasions), i no assolí cap punt vàlid pel campionat del món de pilots.

## Resultats a la Fórmula 1
| Any  | Equip               | Xassís  | Motor    | 1       | 2       | 3       | 4       | 5      | 6       | 7       | 8       | 9       | 10      | 11      | 12      | 13      | 14      | 15      | 16      | 17     | Posició | Punts |
| ---- | ------------------- | ------- | -------- | ------- | ------- | ------- | ------- | ------ | ------- | ------- | ------- | ------- | ------- | ------- | ------- | ------- | ------- | ------- | ------- | ------ | ------- | ----- |
| 1996 | Minardi Team        | Minardi | Ford     | AUS     | BRA Ret | EUR Ret | ARG     | SMR    | MON     | ESP     | CAN     | FRA     | GBR     | ALE     | HUN     | BEL     | ITA     | POR     | JAP     |        | -       | 0     |
| 1997 | Minardi Team        | Minardi | Hart     | AUS     | BRA     | ARG     | SMR     | MON    | ESP     | CAN     | FRA Ret | GBR 10  | ALE Ret | HUN 12  | BEL Ret | ITA 14  | AUT Exc | LUX Ret | JAP Ret | EUR 15 | -       | 0     |
| 2001 | European Minardi F1 | Minardi | European | AUS Ret | MAL 14  | BRA 9   | SMR Ret | ESP 16 | AUT Ret | MON Ret | CAN 9   | EUR Ret | FRA 15  | GBR NVQ | ALE Ret |         |         |         |         |        | -       | 0     |
| 2001 | European Minardi F1 | Minardi | European |         |         |         |         |        |         |         |         |         |         |         |         | HUN Ret | BEL 13  | ITA     | USA     | JAP    | -       | 0     |

### Resum
| Curses: | Victòries: | Pòdiums: | Poles: | Voltes ràpides: | Punts: |
| ------- | ---------- | -------- | ------ | --------------- | ------ |
| 26 (24) | 0          | 0        | 0      | 0               | 0      |